# جردن سوینگ
جردن سوینگ (انگلیسی: Jordan Swing؛ زادهٔ ۳۱ دسامبر ۱۹۹۰) بازیکن بسکتبال اهل ایالات متحده آمریکا است.